# 1805 în literatură
Anul 1805 în literatură a implicat o serie de evenimente și cărți noi semnificative.  

## Cărți noi
- Eugenia de Acton - The Nuns of the Desert
- Hosea Ballou - A Treatise on Atonement
- Sophie Ristaud Cottin - The Saracen
- Charlotte Dacre - Confessions of the Nun of St. Omer
- Robert Charles Dallas - The Morlands
- Denis Diderot - Rameau's Nephew
- Maria Edgeworth - The Modern Griselda
- Elizabeth Helme:
  - The Chronicles of Christabelle de Mowbray
  - The Pilgrims of the Cross
- William Henry Ireland:
  - The Confessions of William Henry Ireland
  - Gondez the Monk
- Robert Jenkinson, 2nd Earl of Liverpool - Treatise on the Coins of the Realm
- Ellis Cornelia Knight - Description of Latium or La Campagna di Roma
- Matthew Gregory Lewis - The Bravo of Venice
- Mary Meeke - The Wonder of the Village
- Anna Maria Porter - A Sailor's Friendship, and A Soldier's Love
- Catherine Selden - Villa Nova
- Richard Sickelmore – Rashleigh Abbey
- Mercy Otis Warren - History of the Rise, Progress, and Termination of the American Revolution
- William Frederick Williams - The Witcheries of Craig Isaf
- Sophia Woodfall - The Child of the Abbey
- R. P. M. Yorke - My Master's Secret
- Mary Julia Young - The Witches of Glenshiel